# Durio lanceolatus
Durio lanceolatus är en malvaväxtart som beskrevs av Maxwell Tylden Masters. Durio lanceolatus ingår i släktet Durio och familjen malvaväxter. Inga underarter finns listade i Catalogue of Life.